# آقا نجفي قوشاني
سيد محمد حسن حسيني قوشاني (الفارسية: سید محمد حسن حسینی قوچانی)، المعروف باسم آقا نجفي قوچاني (الفارسية: آقا نجفی قوچانی) كان من علماء وفقهاء الإسلام في القرن الرابع عشر الهجري. كان من تلامذة محمد كاظم الخراساني، ووصل إلى درجة الاجتهاد في سن الثلاثين. كتب آقا نجفي قوشاني الكتب الشهيرة سياحة الغرب وسياحة الشرق.

## الميلاد والنسب
ولد آقا نجفي قوجاني عام 1878 في خسروية في شمال خراسان، في إيران. كان ابنًا للسيد محمد، وهو مزارع ذو تعليم أساسي، وأمه زُلال ذات أصول كردية. وكان جد آقا نجفي قوجانى يدعى أيضًا سيد جواد.

## التعليم
كان والد آقا نجفي قوشاني مهتمًّا جدًّا بتعليم أبنائه. أرسل آقا نجفي قوشاني للتدريس في مدرسة محلية في قرية خسرويه في سن مبكرة، حتى تعلم آقا نجفي قوشاني كتاب القرآن الكريم كاملًا قبل سن السابعة. وفي فترة قصيرة من الزمن، تمكن من إتمام دروس اللغة الفارسية والعربية المعتادة والتحضيرات اللازمة لذلك في مدرسة بيت القرية. وتعلم هناك أيضًا دروسًا مثل الأدب والهندسة والحساب. عندما كان في الثالثة عشر من عمره، أرسله والده إلى قوشان لمزيد من التعليم.
وبعد دراسته في قوجان لمدة ثلاث سنوات، ذهب إلى مشهد حيث درس العلوم والآداب الإسلامية في الحوزة العلمية. في عام 1895، وفي سن التاسعة عشرة، ذهب إلى أصفهان، وهناك درس الفلسفة على يد الأخوند الملا محمد الكاشاني [الإنجليزية]، والفقه الإسلامي على يد عبد الكريم غازي، والحكمة على يد جهانجير خان قشقايي.
وفي عام 1900م، وفي سن الثالثة والعشرين، ذهب إلى النجف وبدأ هناك بدراسة المستويات المتخصصة من العلوم الحوزوية الإسلامية، أولًا على يد محمد كاظم الخراساني. وكان فتح الله قروي أصفهاني ومحمد باقر استهبناتي [الإنجليزية] من بين أساتذته أيضًا. وأخيرًا أكمل المستويات التخصصية في العلوم الشرعية ووصل إلى درجة الاجتهاد في سن الثلاثين.

## الزوج والأطفال
آقا نجفي قوشاني تزوج مرتين. أولًا في 23 تشرين الأول 1907 م تزوج فتاة من عائلة إيرانية تسكن في كربلاء اسمها سكينة بيغم، ورُزق منها بأربع بنات وولد في العراق. توفيت ابنتا السيد آقا نجفي قوشاني وأحد أبنائه في العراق ودفنوا في مقبرة وادي السلام، وأحضر معه بنتيه وهم توأم أخريين إلى إيران. في عام 1939، بعد عامين من وفاة زوجته الأولى، تزوج مرة أخرى وأنجب ولدين، علي ومهدي، من زوجته الثانية، فاطمة بيجوم.

## العودة إلى قوشان
في عام 1920، بعد 20 عامًا، عاد آقا نجفي قوجانى إلى إيران من النجف، بسبب وفاة والده. ذهب أولًا إلى مشهد لزيارة مرقد الإمام الرضا. وبعد توقف قصير في مشهد، دخل مدينة قوجان بناء على طلب أهل قوجان، وأقام فيها بقية حياته. قضى أكثر من خمسة وعشرين عامًا من حياته فقيهًا ورئيسًا للوزراء في قوجان وعمل مديرًا ومدرسًا في الحوزة الإسلامية في قوجان.

## فهرس الأعمال
أشهر أعمال آقا نجفي قوشاني هي سياحة الغرب وسياحة الشرق. وله مؤلفات أخرى في مجال الفقه الإسلامي، وأصول الفقه الإسلامي، والتصوف الإسلامي، والأخلاق، وكتابات الرحلات. ومن أعماله يمكن ذكر الأعمال التالية:
- شرح دعاء صباح (بالفارسية: شرح دعای صباح) قام آقا نجفي قوچاني بترجمة دعاء الصباح المنسوب للإمام علي من العربية إلى الفارسية وشرحه في هذا العمل. النسخة المخطوطة تعود إلى عام 1909م.
- عذرٌ أسوأ من الذنب (بالفارسية: عذر بدتر از گناه) رسالة حول الثورة الدستورية الفارسية، صيغت بأسلوب نثري يجمع بين العربية والفارسية. كُتبت عام 1910م.
- سياحة الشرق (بالفارسية: سیاحت شرق) يُعدّ هذا الكتاب من أهم مؤلفات آقا نجفي قوچاني، حيث يسرد فيه أحداث حياته منذ بدايتها، ويتحدث عن دراسته في مدن قوچان، مشهد، وأصفهان، ثم عن انتقاله إلى النجف واستكماله للتعليم حتى بلوغه مرتبة الاجتهاد. يروي فيه معاناته في طلب العلم، ويعرض قضايا إسلامية وتعاليم دينية بأسلوب بسيط مستندًا إلى الآيات القرآنية والأحاديث. كما يتعرّف القارئ من خلاله على الجوانب العلمية وأحداث تلك الحقبة. وبما أن المؤلف كان في النجف عند اندلاع الثورة الدستورية الإيرانية، فقد تناول في كتابه تفاصيل تلك الأحداث وردود أفعال الحركة الدستورية في العراق، لا سيما في النجف. كما تناول قضايا التربية الذاتية والتزكية. نُشر عام 1928م.
- سياحة الغرب (بالفارسية: سیاحت غرب) يتناول هذا الكتاب عالم البرزخ ورحلة الأرواح بعد الموت من منظور إسلامي. النسخة مخطوطة وتعود لعام 1933م.[27][28][29]
- شرح وترجمة رسالة تفّاحية (بالفارسية: شرح و ترجمه رسالة تُفّاحیّه) شرح للرسالة البلاغية المنسوبة إلى أرسطو، والتي ترجمها إلى الفارسية أفضل الدين الكاشاني. مخطوطة تعود إلى عام 1935م.
- إثبات الرجعة (بالفارسية: اثبات رجعت) مخطوطة مكتوبة بالعربية والفارسية، تعود لعام 1942م.
- رحلة قصيرة إلى قرى قوچان (بالفارسية: سفری کوتاه به آبادی‌های قوچان) في هذا العمل، تناول آقا نجفي قوچاني الأوضاع الاجتماعية والدينية في القرى التابعة لقوچان.[30]
- حياة الإسلام في أحوال آية الملك العلّام (بالعربية: حیات الاسلام فی احوال آیه الملک العلام) سيرة حياة محمد كاظم الخراساني، مرفقة بنصوص برقياته إلى إيران وغيرها من الدول.[31]
- حاشية على كفاية الأصول (بالفارسية: حاشیه بر کفایه الاصول) شرح لكتاب "كفاية الأصول" تأليف محمد كاظم الخراساني.
- الرحلات الثلاث من الأسفار الأربعة (بالفارسية: سفرهای سه گانه از اسفار اربعه) وصف لثلاث رحلات مهمة في حياة آقا نجفي قوچاني، مستخرجة من مخطوطاته.[32]
- الرحلة الرابعة من الأسفار الأربعة (بالفارسية: سفر چهارم از اسفار اربعه) سرد لآخر فترة مهمة في حياة آقا نجفي قوچاني، أُعيد إحياؤها من مخطوطاته.
- معادنا نحن (بالفارسية: معاد خودمانی) يتناول قضايا الموت والآخرة، ويمزج بين كتاب "منازل الآخرة" لعباس القمي و"سياحة الغرب" لآقا نجفي قوچاني.
- سياحة الشرق والغرب (بالفارسية: سیاحت شرق و غرب) مجموعة من روايات سفرات آقا نجفي قوچاني، تتناول حياته وكشوفاته الروحية.[33]
- قصة الأرواح في عالم البرزخ – النص المبسط لسياحة الغرب (بالفارسية: سرگذشت ارواح در عالم برزخ، متن ساده شده سیاحت غرب) تبسيط وإعادة كتابة لكتاب "سياحة الغرب".[34][35]
- رحلة في زمان ومكان البرزخ المؤدي إلى ظهور المهدي (بالفارسية: سیری در زمان و مکان برزخی منتهی به ظهور مهدی (ع)) شرح لكتاب "سياحة الغرب" مع تفسير الكلمات والجمل العربية الصعبة إلى الفارسية.[36]

## الاستقبال
أشاد العديد من علماء المسلمين مثل مرتضى مطهري (الفيلسوف الإيراني) وعلي خامنئي (المرجع والمرشد الأعلى لإيران) بأعمال آقا نجفي قوشاني (وخاصة كتابي "سياحة الغرب" و "سياحة الشرق" ) وشجعوا الآخرين على قراءة أعماله.

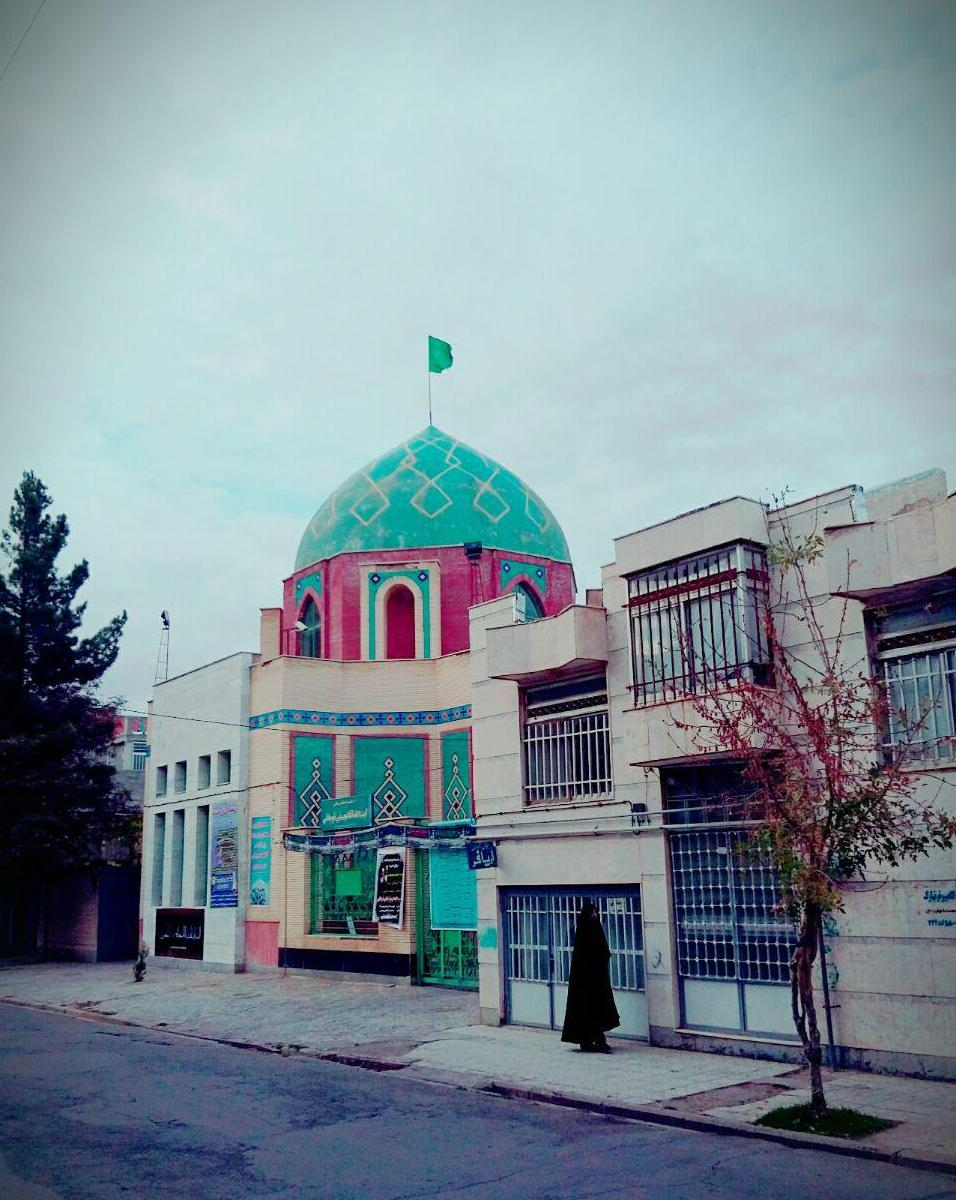
قبر آقا نجفي قوشاني، قوتشان، مقاطعة قوتشان، محافظة خراسان الرضوية، إيران.

## الوفاة
توفي آقا نجفي قوجانى في 20 نيسان 1944 م في قوجان بإيران ودُفن في البيت الذي كان يدرس فيه. بعد سنوات، وبمساعدة الناس ومسؤولي المدينة، بُني قبر على قبره.

## طالع أيضًا
- آغا حسين الخنساري
- محمد بن ابراهيم الكرباسي
- محسن الحكيم
- ميرزا يي قمي
- زكريا بن إدريس الأشعري القمي
- سيد محمد حجة كوه كماري
- أحمد بن إسحاق الأشعري القمي
- زكريا بن آدم الأشعري القمي
- سيد رضا بهاء الديني

## روابط خارجية
- رحلة إلى عالم الغيب: حجة الإسلام نجفي قوشاني
- موقع قبر آقا نجفي قوجانى وصوره
- آقا نجفي قوشاني – بريل